# Russell (Nieuw-Zeeland)
Russell (Maori: Kororāreka) is een uitgestrekte gemeente en plaats in het noorden van het Noordereiland van Nieuw-Zeeland. Russell was de locatie van de eerste permanente Europese nederzetting in Nieuw-Zeeland. In het begin van de 19e eeuw kwamen handelaren en walvisvaarders hier aan land omdat er een ideale natuurlijke haven aanwezig was en Russell werd hiermee het eerste handelscentrum van Nieuw-Zeeland. Het groeide snel en was in 1840 voor korte tijd de hoofdstad van Nieuw-Zeeland.
Door de wat beschutte ligging in de Bay of Islands was de nederzetting ook uiterst geschikt als zeehaven. In 1835 lag de Beagle enige tijd in de haven, en Charles Darwin en zijn bemanning hebben nog meebetaald aan de in aanbouw zijnde Christ Church.
Tegenwoordig  is de plaats erg in trek bij toeristen en zijn er vele accommodatie mogelijkheden. Ook wordt in de plaats de strijd met de Maori herdacht. Op het kerkhof van Christ Church ligt een Maorileider begraven, die in de "Land Wars" van de jaren 1845 - 1870 de Britse kant had gekozen.

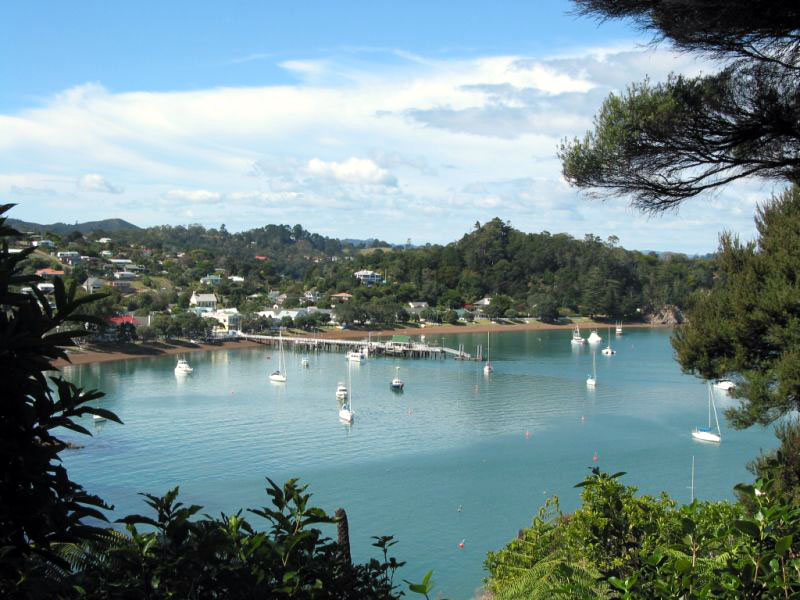
Russell - Bay of Islands
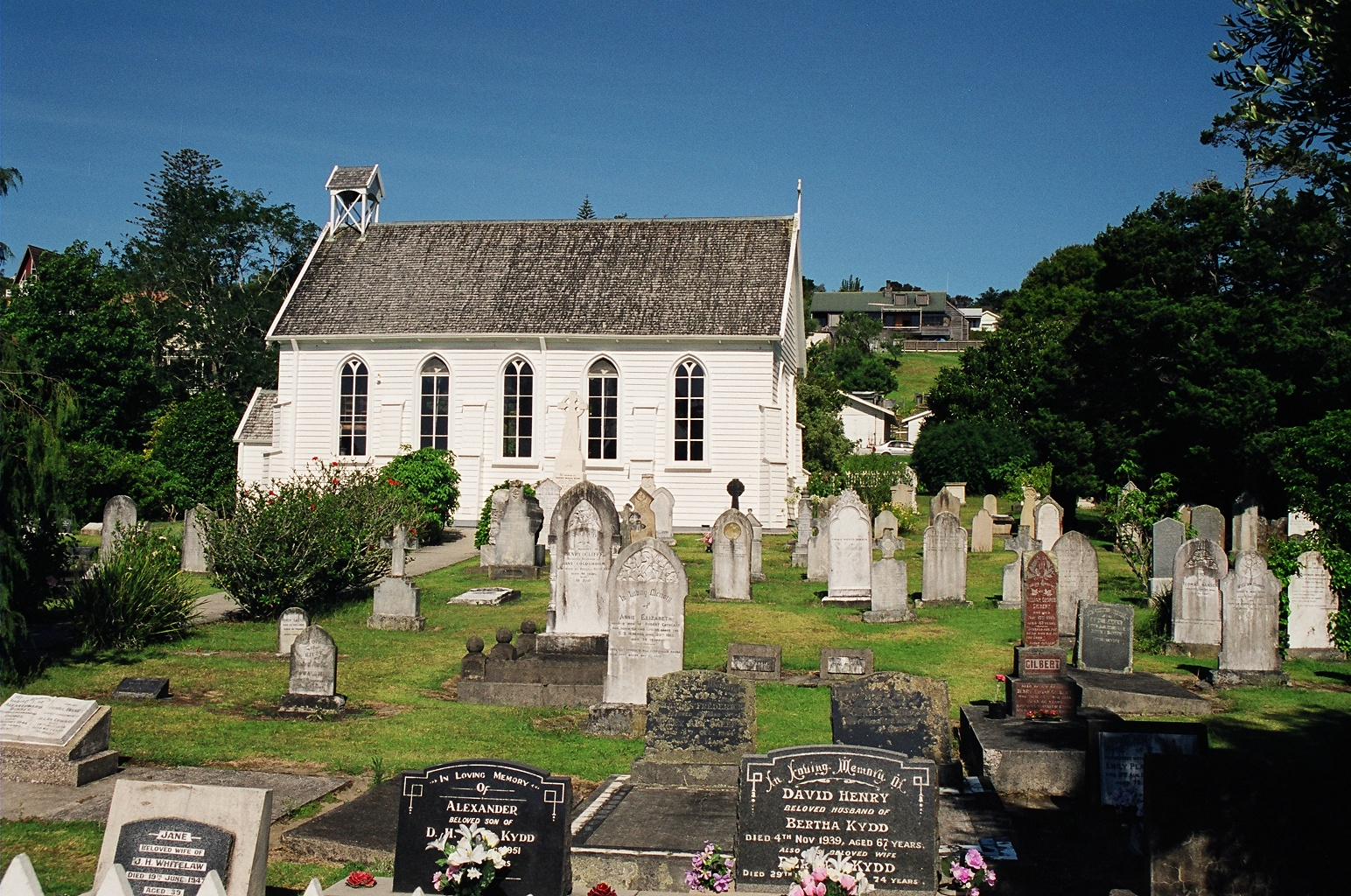
Nieuw-Zeelands oudste kerk, "Christ Church" in Russell (2001)